# Cabra del Caucas oriental
La cabra del Caucas oriental (Capra cylindricornis) és una cabra que viu a la muntanya i que només es troba a la meitat oriental de la serralada del Caucas.
Les cabres del Caucas oriental mesuren fins a 1 metre d'alçada a l'espatlla i pesen uns 60 kg. Tenen el cos gran però estret i les potes curtes. En general tenen un pelatge castany fosc a l'hivern, que es torna més clar a l'estiu. Els mascles tenen banyes lleugerament en forma de lira que assoleixen una llargada d'uns 90 cm en els mascles, mentre que en les femelles són molt més petites (un màxim de 30 cm).